# Гай (Ленчицький повіт)
Гай (пол. Gaj) — село в Польщі, у гміні Гура-Свентей-Малгожати Ленчицького повіту Лодзинського воєводства.
У 1975-1998 роках село належало до Плоцького воєводства.